# János Csorba
Dans le nom hongrois Csorba János, le nom de famille précède le prénom, mais cet article utilise l’ordre habituel en français János Csorba, où le prénom précède le nom.
János Csorba, né le 9 août 1897 à Makó et mort le 11 septembre 1986 à Budapest, est un homme politique hongrois, bourgmestre de Budapest en 1945.